# Poggio Renatico
Poggio Renatico är en ort och kommun i provinsen Ferrara i regionen Emilia-Romagna i Italien. Kommunen hade 9 786 invånare (2018).